# Henri Ellenberger
Pour les articles homonymes, voir Ellenberger.
Henri Ellenberger ou Henri F. Ellenberger, né en 1905 et mort à Montréal en 1993, est un psychiatre britannique, français et canadien d'origine suisse.

## Biographie
Henri Ellenberger naît à Nalolo (Barotseland-Rhodésie du nord-ouest) dans une famille suisse lettrée de missionnaires protestants (SMEP) installés en Afrique du Sud. Il est le fils de Victor, pasteur et missionnaire, qui s'attacha à préserver la mémoire des Bushmena dans son ouvrage La Fin tragique des Bushmen) et d'Évangéline Christol. Ses frères François et Paul, paléontologues (Paul était aussi pasteur) seront réputés dans leurs disciplines.
Il passe son baccalauréat en 1924 à Strasbourg, où il poursuit ses études à la faculté de médecine. Durant ces années alsaciennes , il assiste à des conférences de Fernand Baldensperger, Maurice Halbwachs et du professeur Charles Blondel, psychologue farouchement hostile à Freud,.
Étudiant, attiré par l'Histoire, il lit Marc Bloch, initiateur de l'École des Annales. Mais ce n'est qu'en Suisse, au début des années 1950, qu'il commencera à se former aux méthodes historiques.
En novembre 1930, il se marie en l'église orthodoxe de Saint-Serge à Paris avec Esther Von Bachst, dite Émilie, qui est originaire de Russie.
Il vient rapidement poursuivre ses études à Paris et est reçu en 1932 au concours de l’internat des Asiles de la Seine, puis il devient résident à Saint Anne, dans le service du Dr Édouard Toulouse puis celui du Dr Joseph Capgras.
Il découvre la Psychiatrie dynamique sous l'égide de Pierre Janet, alors professeur au Collège de France, mais aussi de ses maîtres en médecine et de ses camarades d'internat dont Henri Ey.[réf. souhaitée]
Il rencontre Henri Baruk qui lui donne l'idée du sujet de sa thèse - Essai Sur Le Syndrome Psychologique de la Catatonie - qu'il soutiendra avec succès en 1934 devant Maxime Laignel-Lavastine.
Désormais docteur en psychiatrie, il s'installe à Poitiers où il fréquente le Docteur Paul Foucault, père de Michel Foucault.
Fidèle à la tradition familiale, il profite de son séjour dans le Poitou pour recueillir des données ethnographiques qu'il partage avec Arnold van Gennep.
L'invasion de la France en mai 1940 met fin à cette période. Son jeune frère François Ellenberger - qui deviendra un éminent géologue - est fait prisonnier. Son beau-frère, le prêtre orthodoxe Valentin de Bachst, aumônier de la Cimade, s'engage dans la Résistance.
Peu de temps après, l'occupant nazi, en établissant la Liste Otto, interdit la vente d'un livre que le père d'Henri venait de traduire (Chaka, roman de Thomas Mofolo).
Lui-même, naturalisé depuis peu, craint d'être dénaturalisé par le gouvernement de Vichy.
En 1941, il émigre donc en Suisse où il doit repasser des examens pour obtenir un diplôme de Médecine suisse. Il obtient un poste à la clinique cantonale de Schaffhouse. Il enseigne quelque temps à Zurich où il fréquente Carl Gustav Jung, Ludwig Binswanger, et entreprend une analyse didactique avec le pasteur Oskar Pfister de mars 1949 à février 1952. Il songe à devenir membre de la Société suisse de psychanalyse (SSP) qui avait justement été fondée par Oskar Pfister ainsi que par Hermann Rorschach, l'inventeur du fameux test projectif. Il recueille des informations en vue d'écrire une biographie sur Hermann Rorschach qu'il publiera en anglais en 1954. Il est alors médecin-chef de l'asile cantonal d'aliénés de Breitenau, à Schaffhouse. Il collabore néanmoins à la revue française L'Évolution psychiatrique dirigé, à l'époque, par Henri Ey qui lui commandera trois articles pour son grand Traité de psychiatrie clinique et thérapeutique qui prend place dans la collection de l'Encyclopédie médico-chirurgicale.
En 1952, il reçoit une bourse qui lui permet d'effectuer un voyage d'étude aux États-Unis où il rencontre des psychanalystes ayant fréquenté Freud (F. Fromm-Reichman, F. Alexander) et des psychiatres américains (John Rosen et Karl Menninger). La rencontre avec Karl Menninger, lui donne l'opportunité d'aller travailler, en 1953 en pleine période du Maccarthysme, à la Menninger School of Psychiatry, à Topeka, Kansas aux États-Unis,.
Dans la revue de la clinique, Henri Ellenberger publie plusieurs articles, relatifs à l'histoire de la découverte de l'inconscient, qui préfigurent son œuvre majeure. Fin 1958, il fait une demande de naturalisation.
Comme son épouse était née en Russie, et compte tenu du contexte de la Guerre froide, elle ne peut obtenir de visa longue durée. En 1959, il s'installe donc définitivement à Montréal au Québec.
Jusqu'en 1962, il travaille à l'Allan Memorial Institute dirigée par le docteur Ewen Cameron, le psychiatre anglo-saxon le plus renommé de l'époque dont on apprit en 1977 qu'il était engagé dans un programme de lavage de cerveau secrètement financé par la CIA (MK-Ultra). Durant trois ans, il collabore à la Transcultural Psychiatric Research Review.
Puis, il occupera un poste de professeur  à l'Université de Montréal dans le département de criminologie, où il côtoie Denis Szabo et Marie-Andrée Bertrand, jusqu'à sa retraite en 1977. En 1963, il met en garde la communauté médicale contre les illusions de la classification psychiatrique, notamment celle employant l'outil statistique.
Aboutissement de vingt années de recherche, il acquiert une reconnaissance internationale après la publication en 1970 de The Discovery of the unconscious, The History and Evolution of Dynamic Psychiatry, livre dans lequel il replace et retrace la découverte de l'inconscient dans son contexte historique et dans une perspective plus large que celle exclusivement centrée sur Freud.

## À la découverte de l'inconscient
|  | À la découverte de l'inconscient |

- Magnétisme animal
  - Franz-Anton Mesmer
  - Armand Marie Jacques de Chastenet de Puységur
- École de Nancy
  - Ambroise-Auguste Liébeault (Hypnose)
  - Hippolyte Bernheim (Suggestion)
- École de la Salpêtrière
  - Jean-Martin Charcot (Hystérie)
- Psychologie expérimentale
  - Gustav Fechner (Principe de plaisir)
- Johann Jakob Bachofen (Matriarcat)
- Psychiatrie dynamique
  - Eugen Bleuler (Schizophrénie et Autisme)
  - Richard von Krafft-Ebing (Psychopathia Sexualis)
- Pierre Janet (Automatisme psychologique)
- Sigmund Freud (Psychanalyse)
- Alfred Adler (Psychologie individuelle)
- Carl Gustav Jung (Psychologie analytique)

Publié donc aux États-Unis en 1970, le maître-ouvrage d'Ellenberger paraît en France une première fois en 1974 sous le titre A la découverte de l’inconscient. Histoire de la psychiatrie dynamique. Méconnu d'abord quelques années par la communauté freudienne française, il ne fut cependant pas ignoré par les spécialistes de l’histoire de la psychanalyse et de la psychiatrie comme l'atteste un article élogieux d'Henri Ey dans la revue L’Évolution psychiatrique. La deuxième édition française paraît en 1994, à l'instigation d'Elisabeth Roudinesco et d'Olivier Bétourné, sous le titre Histoire de la découverte de l’inconscient.  
Dans l'esprit de l'École des Annales, Henri F. Ellenberger aborde la découverte de l'inconscient comme une « histoire-problème », et non plus comme une « histoire-récit » chronologique, évènementielle et hagiographique: « C'est ce qui nous a entraîné à effectuer de longues recherches historiques, nous efforçant de fonder celles-ci sur une méthodologie rigoureuse que résument les quatre points suivants : 1. Ne jamais considérer aucune donnée comme certaine a priori. 2. Vérifier tout. 3. Replacer chaque donnée dans son contexte. 4. Faire une distinction tranchée entre les faits et l'interprétation des faits ». Il replace donc la lente élaboration des concepts de la psychiatrie dynamique dans la durée et dans la « totalité des faits sociaux », évoquant toujours le cadre politique, culturel et social de l'époque de leur émergence. Ainsi deux chapitres sont tout particulièrement consacrés au contexte du siècle des Lumières puis du Romantisme, et à l’émergence des nouvelles doctrines scientifiques, sociales et philosophiques, notamment celles de Charles Darwin et de Karl Marx : « Ces deux doctrines, le Darwinisme et le Marxisme, exercèrent une influence prépondérante ». Quant à Nietzsche, Ellenberger le qualifie de « prophète d'une ère nouvelle » dont la pensée influença les travaux d'Alfred Adler, de Carl Gustav Jung et de Sigmund Freud.
Pour commencer, Ellenberger cherche les ancêtres lointains de la psychothérapie du côté des chamans, des exorcistes et des guérisseurs ; en effet, « l'utilisation thérapeutique des forces psychiques inconscientes remonte à la nuit des temps ». D'ailleurs, « Certaines doctrines médicales ou philosophiques du passé révèlent une perspicacité étonnante, une profonde intuition de certaines données psychologiques ». Ainsi en est-il du Magnétisme animal de Mesmer dont la théorie, bien qu'elle ait été rejetée, donna une « impulsion décisive qui devait permettre la création de la psychothérapie dynamique ».
En raison de son importance dans la genèse de la psychiatrie dynamique, une grande place est donnée tout au long de l'ouvrage à l'hypnose, notamment avec l'école de Nancy et celle de la Salpêtrière que Freud a brièvement fréquenté. En 1882, Charcot « réhabilitant officiellement l'hypnose qui acquit un statut scientifique », suscite un engouement : Pierre Janet devient son élève à la Salpêtrière. « L'hypnotisme fournit un premier modèle de l'esprit humain, celui d'un double moi : un moi conscient, mais limité, le seul dont l'individu ait conscience, et un moi subconscient, bien plus vaste, ignoré par le conscient, mais doué de pouvoirs de perception et de création mystérieuse ».
C'est ainsi que le « mot dynamique en vint à être utilisé assez communément en psychiatrie ». Néanmoins, Ellenberger souligne que ce mot possède « des acceptions diverses entraînant souvent une certaine confusion ». Plusieurs grands axes se dégagent : le premier, s'opposant à organique, affirme l'aspect fonctionnel des processus ; tandis que le second, s'opposant à statique, met l'accent sur le côté évolutif. Une troisième conception, s'engage vers une théorie énergétique des processus.
Le chapitre consacré à Sigmund Freud est probablement le plus long. Appliquant la méthodologie qu'il avait définie au départ, Ellenberger n'hésite pas à l'attaquer et à dissiper quelque peu la « légende freudienne ». Élisabeth Roudinesco, éditrice en France de son œuvre, affirme que les critiques de la psychanalyse « détournent » ce livre, en faisant de son auteur un « anti-freudien radical qui aurait été le premier à dénoncer de prétendues impostures freudiennes, alors qu'il n'utilise jamais un tel vocabulaire et que, dans les années 1970, il a été plus simplement le fondateur de l'historiographie critique. […] Ellenberger se situe un peu dans la même tradition que l'école historique des Annales en France, il immerge Freud dans la longue durée ». Si effectivement, comme l'exprime Ellenberger à propos de la psychanalyse, « le problème de son statut scientifique n'est pas encore éclairci », il n'en demeure pas moins que « Sigmund Freud marque un tournant décisif dans l'histoire de la psychiatrie dynamique ». En effet, « Freud a inventé une nouvelle voie d'approche de l'inconscient ». Ellenberger reste néanmoins dubitatif quant à la « puissante influence » que Freud aurait exercée « non seulement sur la psychologie et la psychiatrie, mais sur tous les domaines de la culture », influence « profonde au point de transformer notre façon de vivre et nos conceptions de l'homme ». Ce qu'il souligne à plusieurs reprises, c'est « un évènement extraordinaire qui n'a pas attiré toute l'attention qu'il mérite » : Freud a rompu « avec le principe d'une science unifiée : la psychanalyse devenait son école, avec son organisation, sa doctrine ». Cette « rupture avec l'idée d'une science unifiée [...] signifie un retour à l'ancien modèle des sectes philosophiques gréco-romaines ».
En ce qui concerne Alfred Adler et C. G. Jung, Ellenberger explique que « contrairement à une opinion courante, ni l’un ni l’autre ne sont des dissidents de la psychanalyse » puisque « l'un et l'autre avaient leurs propres idées avant de rencontrer Freud » et qu'ils « construisirent des systèmes entièrement différents de la psychanalyse ».
Si « Jung accueillit avec enthousiasme la nouvelle méthode d'exploration de l'inconscient préconisée par Freud », il « n'accepta jamais les idées de Freud sur le rôle de la sexualité dans les névroses ».
Pour autant Ellenberger n'oublie pas la polémique à propos de l'antisémitisme de Carl Gustav Jung. Il mentionne des textes de ce dernier à tonalité antisémite sans les citer (p. 559) et tente même de les expliquer par des malentendus. Il mentionne la collaboration de Jung avec les nazis et en particulier avec l'Institut Göring.
Bien qu'il se soit élevé contre ce qu'il considérait comme une adulation et une idéalisation de Freud, il n'en a pas moins toujours défendu l'idée d'une psychiatrie dynamique à l'opposé de la psychologie expérimentale.

## Publications

### Ouvrages
- (en) Henri F. Ellenberger, The discovery of the unconscious : the history and evolution of dynamic psychiatry, Basic Books, 1970, 932 p.
  - Henri F. Ellenberger (trad. J. Feisthauer), À la découverte de l'inconscient : histoire de la psychiatrie dynamique, SIMEP, 1974, 760 p. (ISBN 2-85334-097-X) 
  - Henri F. Ellenberger (trad. de l'anglais, préf. Elisabeth Roudinesco), Histoire de la découverte de l'inconscient, Paris, Fayard, 2001, 975 p. (ISBN 2-213-61090-8)
- Henri F. Ellenberger, Essai sur le syndrome psychologique de la catatonie, Paris/Budapest/Torino, L'Harmattan, 2004 (1re éd. 1933), 130 p. (ISBN 2-7475-6031-7, lire en ligne)
- Henri F. Ellenberger, Le monde fantastique dans le folklore de la Vienne, t. I, Librairie celtique, 1949 (JSTOR 40991695, lire en ligne)
- (en) Henri F. Ellenberger, Hermann Rorschach, M.D., 1884-1922 : A Biographical Study, Menninger Foundation, 1954.
- Henri F. Ellenberger, Effets d'une maladie physique grave et prolongée d'un enfant sur sa famille, Archives Suisses de neurologie, neurochirurgie et de psychiatrie, 1967 (OCLC 26331074)
- Henri F. Ellenberger, Criminologie du passé et du présent, Presses de l'Université de Montréal, 1969, 50 p. (OCLC 729543117)
- Henri F. Ellenberger, Pierre Janet philosophe, Université de Montréal, 1973, 254 p.
- (en) Henri F. Ellenberger (préf. Mark S. Micale), Beyond the Unconscious : Essays of Henri F. Ellenberger in the History of Psychiatry, Princeton University Press, 1993, 416 p. (ISBN 0-691-08550-1)
- Avec Robert Duguay, Précis pratique de psychiatrie, St-Hyacinthe Paris, Edisem Maloine, 1984 (ISBN 2-224-01029-X)
- Textes réunis par Elisabeth Roudinesco : Médecines de l'âme, essais d'histoire de la folie et des guérisons psychiques, Fayard, 1995,  (ISBN 2213595003)
- Ethnopsychiatrie, édition critique établie et présentée par Emmanuel Delille, Lyon, Éditions ENS, 2017.

### Articles
- Henri F. Ellenberger, « Aspects culturels de la maladie mentale », Revue de l'Association canadienne de psychiatrie, vol. 4, no 1,‎ 1959, p. 26-37.
- Henri F. Ellenberger, « Les illusions de la classification psychiatrique », L’Évolution psychiatrique, vol. 28 & 79, no 2  &  1,‎ 1963 & 2014, p. 221-242 & 23-37. (ISSN 0014-3855)
- Henri F. Ellenberger, « Ethno-psychiatrie », Encyclopédie médico-chirurgicale,‎ 1965 (édition critique d'Emmanuel Delille, 2017).
- Henri F. Ellenberger, « L'histoire d'“Anna O.” : étude critique avec documents nouveaux (1972) », L’Évolution psychiatrique, vol. 72, no 4,‎ 2007, p. 731-746.

## carnets
Henri Ellenberger, qui pratiquait l'espéranto rédigea une quarantaine de carnets, écrits essentiellement dans cette langue internationale. Ces journaux personnels représentent 12 000 pages et s'étendent de 1940 aux années 1970.
,